# Boadicea (Morlacchi)
Boadicea è un'opera in due atti di Francesco Morlacchi, su libretto di Giovanni Battista Bordonese. La prima rappresentazione ebbe luogo al Teatro San Carlo di Napoli nel carnevale del 1818.

## Trama

### Atto I
Agaulo, principe della tribù dei Trinobanti prigioniero nel palazzo del legato Svetonio Paolino, accoglie la regina Boadicea, che gli reca la nuova che prima del tramonto del sole potrà rivedere sua sorella Elcida, di cui amante è Agaulo stesso. Questi gioisce, mentre la regina langue ripensando al senatore Mario, con cui aveva stretto nodo di eterna fede dopo averlo salvato dal campo di battaglia, solo per essere abbandonata dall'infido poco dopo. In realtà Mario spasima anch'egli per Elcida, e chiede disperato all'amico Publio di condurla da lui, contravvenendo al decreto di Paolino di non far avvicinare i fidi e i parenti di Boadicea al proprio pretorio. Durante i sacri giochi in onore del defunto imperatore Claudio, così, durante i quali Svetonio intendeva giungere alla pace con Boadicea dopo una disastrosa sconfitta, Mario svela la propria passione, con indignazione di tutti: i due rivali si fronteggiano, Boadicea minaccia il senatore, mentre Svetonio e il resto degli astanti invitano alla pace. Intanto Elcida è stata condotta dal fido Publio negli appartamenti di Mario; la ragazza crede che il senatore sia ancora legato alla sorella con nodo di fede eterna, e preferisce gli affetti di Agaulo. Quando giunge Mario, il senatore cerca di condurre la ragazza con sé, ma è sorpreso dal principe dei Trinobanti, e poi da Boadicea stessa; poco dopo giunge Svetonio, che dapprima è furibondo per il comportamento di Mario; appena apprende da Publio però che gli Iceni, saputo del rapimento di Elcida, sono passati all'azione, si prepara al contrattacco, mentre i due schieramenti si preparano al combattimento.

### Atto II
Svetonio rimira afflitto le rovine del Tempio di Claudio, distrutte in un incendio causato dagli Iceni, e giura di vendicare il nome di Roma sui barbari. Intanto Mario ed altri guerrieri romani sono stati catturati, e con somma gioia di Agaulo vengono destinati al sacrificio pubblico; ma interviene Boadicea in persona, che ferma l'esecuzione, con l'intento segreto di tentare di piegare per l'ultima volta il cuore del senatore. Mario si mostra dapprima accomodante, credendo che la regina gli voglia concedere la mano della sorella; ma appena vengono rese le sue reali intenzioni, il romano rinnova la propria passione per Elcida. Afflitta, la regina in segno di clemenza libera lui e i prigionieri romani, preparandosi ad una nuova battaglia. Nel frattempo Elcida si è raccolta con delle damigelle, in attesa dell'esito della battaglia. Dopo poco, diventa palese che i vincitori sono i Romani, che subito tentano di infierire sulla sventurata Elcida, fermati solamente da Mario. Giungono anche Boadicea e Agaulo, scampati dalla rovinosa sconfitta; la regina decide di unire il principe e la fanciulla in matrimonio; poi, al giungere di Svetonio, che la invita a seguirlo incatenata nel trionfo a Roma, l'orgogliosa donna decide di uccidersi piuttosto che sfilare come prigioniera, con orrore di tutti.

## Struttura musicale
- Sinfonia

### Atto I
- N. 1 - Introduzione Calma, signor l'affanno (Coro, Agaulo)
- N. 2 - Coro Vieni, o regina a noi
- N. 3 - Duetto Cessi alfin l'infausto ardor (Agaulo, Boadicea)
- N. 4 - Cavatina Ah! Nel mentre, con voce tremenda (Mario, [Publio])
- N. 5 - Coro Deh! Serbate o Dei di Roma
- N. 6 - Quartetto Qual ardir! E non paventa (Mario, Agaulo, Boadicea, Svetonio, Coro)
- N. 7 - Cavatina Qui vive, e respira (Elcida)
- N. 8 - Finale I Colpa è d'amor se tanto (Mario, Elcida, Agaulo, Boadicea, Svetonio, Publio, Coro)

### Atto II
- N. 9 - Introduzione seconda Sì Quiriti: di rete alla sponda (Svetonio, Coro, Publio)
- N. 10 - Coro Dalle celesti
- N. 11 - Terzetto A placar le inulte ancora (Agaulo, Mario, Boadicea, Coro)
- N. 12 - Duetto Perché ingrato? E non dicesti (Mario, Boadicea)
- N. 13 - Coro e Aria Cessa di palpitar - Care amiche a quegli accenti (Elcida, Coro)
- N. 14 - Coro Alle ritorte
- N. 15 - Quartetto Sì regnate, e se contenti (Boadicea, Agaulo, Elcida, Mario)
- N. 16 - Aria Finale Ma chi s'avanza? (Boadicea, Coro, [Mario, Agaulo, Elcida, Svetonio])